# Agrion bleuâtre
Coenagrion caerulescens
Espèce
Synonymes
- Agrion caerulescens Fonscolombe, 1838

Statut de conservation UICN

 LC  : Préoccupation mineure
Coenagrion caerulescens, l'agrion bleuâtre, est une espèce d'insectes odonates zygoptères (demoiselles) de la famille des Coenagrionidae.

## Distribution

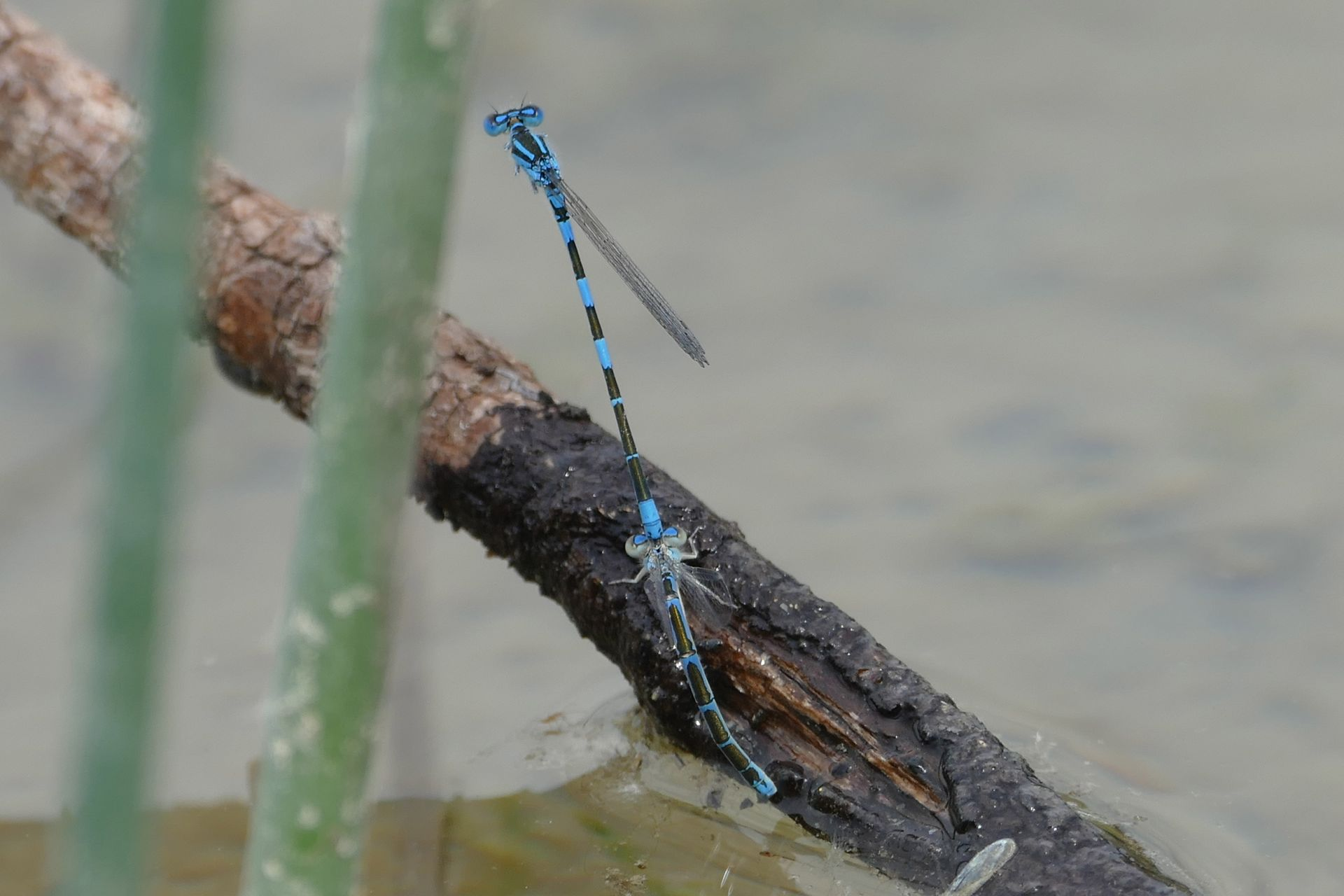
Au bord de la rivière Drôme en amont de Crest.

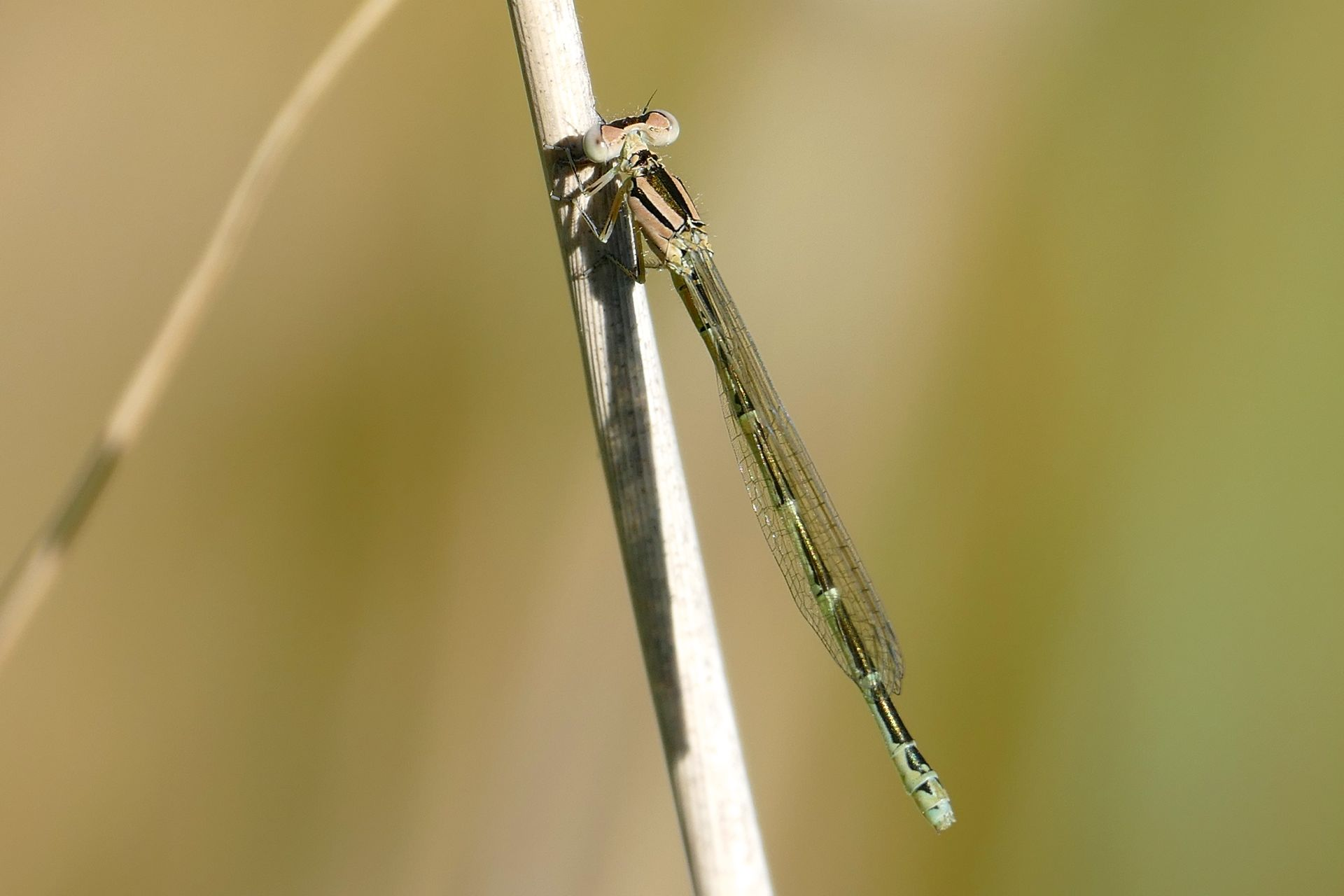
Chez cette espèce, la femelle est plus facile à identifier que le mâle.

Cette espèce se rencontre dans le sud de l'Europe et au Maghreb.
En France, elle est surtout présente dans les départements des Alpes-de-Haute-Provence, des Bouches-du-Rhône, des Hautes-Alpes, du Vaucluse. La Durance et le Buëch sont les rivières où elle se rencontre le plus souvent.

## Description
Coenagrion caerulescens mesure de 30 à 40 mm. Les mâles sont rayés de noir et de bleu sur la poitrine et les segments abdominaux. Les femelles ont une coloration plus terne. L'Agrion bleuâtre se distingue des autres espèces apparentées par un 6e segment abdominal entièrement noir et un 9e présentant un motif noir allongé.

## Biologie
Cette espèce fréquente généralement les petits cours d'eau ou les zones de sources. Le vol a lieu entre mai et août durant la période de la reproduction. Les couples volent en tandem et la ponte a lieu dans les plantes immergées, toutefois sans plongeon. Le développement des larves n'a pas été décrit.